# Pyura vittata
Pyura vittata är en sjöpungsart som först beskrevs av William Stimpson 1852.  Pyura vittata ingår i släktet Pyura och familjen lädermantlade sjöpungar. Inga underarter finns listade i Catalogue of Life.